# Estación de Ariza
Ariza es una estación ferroviaria situada en el municipio español de Ariza, en la provincia de Zaragoza, comunidad autónoma de Aragón. Llegó a ser un importante nudo ferroviario al confluir en ella la radial Madrid-Barcelona y la transversal Ariza-Valladolid. Sin embargo, el cierre de esta última en 1995 y la apertura de la línea de alta velocidad entre Madrid-Barcelona han reducido notablemente su peso en la red. Cuenta con servicios de Media Distancia.

## Situación ferroviaria
La estación se encuentra en el punto kilométrico 205,043 de la línea férrea de ancho ibérico que une Madrid con Barcelona, a 713 metros de altitud, entre las estaciones de Monreal de Ariza y Cetina. El tramo es de doble vía y está electrificado.
También formaba parte de la línea férrea de ancho ibérico Valladolid-Ariza, punto kilométrico 254,251. 

## Historia
La estación fue inaugurada el 25 de mayo de 1863 con la apertura del tramo Medinaceli - Zaragoza de la línea férrea Madrid-Zaragoza por parte de la Compañía de los Ferrocarriles de Madrid a Zaragoza y Alicante o MZA.
El 1 de enero de 1895 MZA puso en marcha la línea Valladolid-Ariza, sustituyendo la antigua estación por una nueva de mayor capacidad, siendo el motivo por el cual el edificio de viajeros es similar a otras estaciones de esta línea.
En 1941, la nacionalización de toda la red ferroviaria de ancho ibérico supuso que la recién creada RENFE se hiciese cargo de las instalaciones. En 1985, la línea férrea que unía Ariza y Valladolid fue cerrada al tráfico de viajeros, y 10 años después se cerró por completo, estando desmantelada en la actualidad. 
Desde el 31 de diciembre de 2004 Renfe Operadora explota la línea mientras que Adif es la titular de las instalaciones ferroviarias. Desde el 1 de enero de 2020 la estación cesó en la venta de billetes en ventanilla.

## La estación
Recuerdo de una época mejor la estación conserva su amplio edificio para viajeros de dos alturas y planta rectangular cubierto por un tejado de dos vertientes. La importancia del lugar se ve reflejada en la gran cantidad de construcciones que rodean al mismo: almacenes, aguadas, torretas, depósitos o muelles están presentes. En su mejor momento el recinto llegó a contar hasta 16 vías que se fueron retirando a medida que la estación perdía importancia. 
Actualmente cuenta con dos vías principales (1 y 2) y dos derivadas (4 y 6). Existen dos vías más terminadas en topera (3 y 5) y otras dos más igualmente en topera que rodean al edificio principal por detrás. El andén lateral tiene acceso a la vía 1 (Madrid) y el central a la 2 (Zaragoza) y a la vía derivada 4. 

## Servicios ferroviarios

### Media Distancia
Renfe presta servicio de Media Distancia gracias a sus trenes Regionales y Regional Exprés en los siguientes trayectos:
| Línea MD | Trenes          | Origen/Destino   |  | Destino/Origen                |
| -------- | --------------- | ---------------- |  | ----------------------------- |
|          | Regional Exprés | Madrid-Chamartín |  | Barcelona-Estación de Francia |
|          | Regional        | Madrid-Chamartín |  | Lérida Zaragoza-Miraflores    |
|          | Regional        | Arcos de Jalón   |  | Zaragoza-Miraflores           |